# 롭 메이스
롭 메이스(Rob Mayes, 1985년 1월 1일 ~ )는 미국의 배우이다.